# Autoba rubricosa
Autoba rubricosa là một loài bướm đêm trong họ Erebidae.